# Неоіндуїзм
Неоіндуї́зм, Неоведанта або Індуський універсалізм(«новий», «реформований індуїзм») — різновид індуїзму, узагальнена назва низки індуїстських конфесій, утворених в результаті намагань реформувати індуїзм, що відбувались в першій половині XIX століття реформаторським рухом всередині індуїзму.
Однією з прикметних рис неоіндуїзму є прагнення приєднати до своєї релігійно-філософської системи елементи вчень інших релігій (наприклад, християнства).